# ショーン・ジョン
ショーン・ジョン（Sean John）は1998年にアメリカのヒップホップ界の大物、ショーン・コムズが設立したファッションブランドである。ブランド名はコムズの本名ショーン・ジョン・コムズ（Sean John Combs）から来ている。ファット・ファーム（en:Phat Farm）などと並び、ヒップホップ界の有名人によって始められたブランドの中で最も成功しているものの1つであり、ファッション・デザイナー協会から2004年のBest Menswear Designerにコムズが選ばれている。
着用者はラッパーのT.I.、ファボラス、ザ・ゲームやプロバスケットボール選手のドウェイン・ウェイド、スーパーモデルのタイソン・ベックフォード、ケヴィン・ナヴァインなどである。
2006年、ショーン・ジョンは初めて「Unforgivable」という香水をエスティローダー製造のもと発表した。この香水は大当たりし、予想の2倍もの売り上げを伸ばした。そして2ヶ月も経たないうちにアメリカで最も売れている男性用香水でアルマーニの「Acqua di Giò」に取って代わり1位となった。Unforgivableはヨーロッパでも発売され成功を収め、女性ヴァージョンもアメリカで発売の予定。
主にメイシーズやニューヨーク市のショップで販売され、2006年にはラスベガスとソウグラスに工場アウトレットもオープン。現在日本での正規代理店が存在しないため、一般に流通している商品の中には偽物が多く存在している。
2016年に香港のファッションや百貨店などを所有する持ち株会社、グローバル・ブランズ・グループ（GBG）により買収されることが発表された。
GBGのアメリカ法人は2021年7月29日に破産申請をし、ショーン・ジョンを持つ子会社も2021年12月2日にニューヨーク南部地区連邦地方裁判所に破産申請が行われたが、コムズが破産の競売で会社を買い戻した。